# Носово-2
Носово-2 — деревня в Луховицком районе Московской области, принадлежит к Газопроводскому сельскому поселению. Деревня также относится и к более мелкому образованию — Носовскому сельскому округу.
Деревня находится на расстоянии 144 км от МКАД, практически на границе с Рязанской областью. Располагается Носово-2 на реке Пилис. Ближайший населённый пункт — деревня Марьина Гора, расположенная в полукилометре от Носово-2.
В Носово-2 находится сельская администрация. В деревне также есть и магазин, планом предусмотрена доставка товаров в деревню от 1 до 16 раз в месяц (в зависимости от вида товара).
В деревне четыре улицы — Дачная, Заречная, Центральная и Шоссейная, приписано садоводческое товарищество.

## Население
| 2002 | 2006 | 2010 |
| ---- | ---- | ---- |
| 70   | ↘67  | ↘62  |

## Расположение
- Расстояние от административного центра поселения — посёлка Газопроводск
  - 9 км на юго-восток от центра посёлка
  - 11 км по дороге от границы посёлка
- Расстояние от административного центра района — города Луховицы
  - 28 км на юго-восток от центра города
  - 26 км по дороге от границы города

## Предприятия
Фермерские хозяйства, производящие сельскохозяйственную продукцию.